# Xã Covert, Michigan
Xã Covert (tiếng Anh: Covert Township) là một xã thuộc quận Van Buren, tiểu bang Michigan, Hoa Kỳ. Năm 2010, dân số của xã này là 2.888 người.